# Buchholz Challenger 1982
Il Buchholz Challenger 1982 è stato un torneo di tennis facente parte della categoria ATP Challenger Series nell'ambito dell'ATP Challenger Series 1982. Il torneo si è giocato a Buchholz in Germania dal 15 al 21 febbraio 1982 su campi in cemento indoor.

## Vincitori

### Singolare
Mats Wilander ha battuto in finale  Sean Sorensen con il punteggio di 6–3, 6–3

### Doppio
Mike Gandolfo /  Derek Tarr hanno battuto in finale  Jiri Prucha /  Tenny Svensson con il punteggio di 6–4, 6–4